# Chondroprotecteur
 (avril 2009).
 (avril 2009).
Améliorez-le ou discutez des points à vérifier. 
Un chondroprotecteur est une substance qui protège les cartilages des articulations ; ces substances sont indiquées dans le traitement de maladies comme l'arthrose[réf. nécessaire].

## Propriétés
Une substance peut être considérée comme chondroprotectrice quand elle répond à plusieurs de ces critères :[réf. nécessaire]
1. elle doit aider la synthèse macromoléculaire des cellules du cartilage ;
2. elle doit permettre la synthèse de l'acide hyaluronique, la substance qui confère sa viscosité au liquide synovial et permet la lubrification entre membrane synoviale et cartilage ;
3. elle doit inhiber l'action des enzymes responsables de la dégradation macromoléculaire des cellules du cartilage ;
4. elle doit améliorer la mobilité des caillots, fibrines, lipides et dépôts de cholestérol dans l'interligne articulaire et les vaisseaux sanguins des articulations ;
5. elle doit diminuer la douleur articulaire ;
6. elle doit diminuer l'inflammation de la membrane synoviale.

Il n'existe aucun produit naturel qui ait cette action. Il est nécessaire d'associer différents produits : la glucosamine et la chondroïtine peuvent y parvenir. Des études cliniques[réf. nécessaire] ont démontré que la glucosamine peut atteindre les objectifs 1, 2, 5 et 6. Le sulfate de chondroïtine, quant à lui, permet d'atteindre les objectifs 1, 3, 4, 5 et 6. Cette action combinée permet une action chondroprotectrice et des résultats efficaces contre l'arthrose.

## Sources
- Dr Jason Theodosakis, Connaître, prévenir, soigner l’arthrose, éditions de Fallois, 1997
- (en) S Reichenbach, R Sterchi, M Scherer, Meta-analysis: Chondroitin for osteoarthritis of the knee or hip, Ann Intern Med, 2007;146;580-590
- (en) Clegg Do, Glucosamine, chondroitin sulfate, and the two in combination for painful knee osteoarthritis in New England Journal of Medicine N°354(8) : 795-808
- Revue Prescrire N°285, juillet 2007
- Haute Autorité de la Santé, Commission de Transparence, Avis du 20 juin 2007 concernant le Structum
- A. Kahan, D.Uebelhart, F. De Vathaire, Arthrose et rhumatisme, février 2009, volume 60